# Focjusz (Purlewski)
Focjusz, imię świeckie Aleksandr Aleksandrowicz Purlewski (ur. 8 stycznia?/20 stycznia 1881 w Żytomierzu, zm. 3 sierpnia 1938 w Gorkim) – rosyjski biskup prawosławny.

## Życiorys
Pochodził z rodziny radcy stanu, był jednym z pięciorga dzieci (oprócz nich Purlewscy wychowywali również troje sierot). Jego brat Nikołaj, po złożeniu ślubów zakonnych Nikon, także został biskupem prawosławnym. Ukończył szkołę gospodarstwa wiejskiego i podjął pracę jako agronom. W 1910 ukończył ponadto studia teologiczne w Kijowskiej Akademii Duchownej ze stopniem kandydata nauk. W tym samym roku ożenił się z córką protoprezbitera parafii w Pleszkanach Olgą, zaś 4 listopada 1910 został wyświęcony na kapłana. W małżeństwie Purlewskich urodziły się trzy córki: Anastasija, Warwara i Marija. Ks. Aleksandr Purlewski pracował od 1910 do 1911 jako wykładowca Wołyńskiego Seminarium Duchownego w Żytomierzu, będąc równocześnie katechetą w miejscowym gimnazjum żeńskim. Następnie pracował w szkole duchownej w Krzemieńcu, szkole żeńskiej w Żytomierzu (od 1911 do 1916), gimnazjum żeńskim w Piatigorsku (1916) oraz seminarium duchownym w Charkowie (1916–1919).
Po wybuchu rewolucji październikowej odmówił wyjazdu z ogarniętej wojną domową Rosji, chociaż namawiał go do tego metropolita charkowski Antoni. W 1919 osiadł w Krasnodarze i podjął pracę duszpasterską w miejscowym soborze św. Katarzyny. Jego rodzinę wysiedlono z zajmowanego pierwotnie domu, od 1921 Purlewscy mieszkali w stróżówce przy soborze, którą musieli opuścić, gdy ks. Purlewski odmówił wstąpienia do Żywej Cerkwi. Uprzedzony o planowanym aresztowaniu, zbiegł z miasta. Następnie wrócił do Krasnodaru i służył w cerkwi św. Eliasza. W 1922 razem z jej proboszczem, ks. Aleksandrem Makowem, został aresztowany z powodu wrogiego stosunku do Żywej Cerkwi i zesłany do Azji Środkowej. Karę odbywał w Dżyzaku.
W 1924 wrócił do Krasnodaru. Nie przyłączył się do Żywej Cerkwi, której duchowni zajęli wszystkie prawosławne świątynie w mieście i do lata 1925 odprawiał nabożeństwa nielegalnie w prywatnych domach. W 1925 razem z ks. Makowem zaczął służyć w cerkwi św. Jerzego. W 1927 obydwaj duchowni zostali aresztowani po raz drugi. Ks. Purlewski spędził kolejne trzy lata na zsyłce w obwodzie uralskim. W 1930 po chorobie zmarła jego żona. Duchowny pragnął po odbyciu kary zamieszkać w Samarze, jednak nie zgodziły się na to miejscowe władze. W rezultacie kapłan zamieszkał we wsi Borskoje, bez prawa wyjazdu przez trzy lata; w 1933, gdy próbował udać się do Krasnodaru, został zatrzymywany i zmuszony do powrotu do Borskoje. 6 września 1933 złożył wieczyste śluby mnisze przed arcybiskupem riazańskim i szackim Juwenaliuszem.
Służył w jednej z cerkwi w Riazaniu. W 1935 przyjął chirotonię na biskupa czyckiego i zabajkalskiego. W 1936 przeniesiony na katedrę siemipałatyńską. Następnie od października 1936 do lipca 1937 był biskupem siergackim, wikariuszem eparchii gorkowskiej. W 1937 przeniesiony na katedrę omską. Aresztowany w sierpniu 1937 w Omsku po dwóch tygodniach od przyjazdu do miasta. Pięć miesięcy przebywał w więzieniu, był torturowany w śledztwie i ostatecznie skazany na karę śmierci, a następnie rozstrzelany.